# Keffenbrinck (Adelsgeschlecht)
Keffenbrinck, auch Keffenbrink, Kewenbrinck oder Keffenbrinck von Rhene, ist der Name eines ursprünglichen rheinisch-westfälischen Adelsgeschlechts, das 1920 erloschen ist.
Eine Linie wanderte um 1570 nach Schweden aus und ein Zweig dieser Linie wurde 1639 mit dem Kriegskämmerer Gerdt Anton Kewenbringk (1610–1658) unter dem Namen Rehnskiöld in den schwedischen Adel aufgenommen (der Name bedeutet Ren-Schild, allerdings führten die Keffenbrinck zwar kein Rentier, aber einen Hirsch im Wappen). Die Linie Rehnskiöld kam in Schweden und in Schwedisch-Pommern zu Besitz.

## Geschichte
Das Geschlecht nannte sich nach seinen münsterländischen Stammgütern Keffenbrinck und Rhene. Zu Beginn des Achtzigjährigen Krieges und den damit verbundenen Umbrüchen verließ Gerhard Keffenbrinck († nach 1580) seine Heimat und begab sich zunächst in schwedische Dienste. Er erwarb in der Provinz Västergötland das Gut Bratthälla. Unter seinen Söhnen Axel Keffenbrinck (1581–1632) und Anton Keffenbrinck († 1657) teilte sich das Geschlecht in die Linien Keffenbrinck und Rehnskiöld.

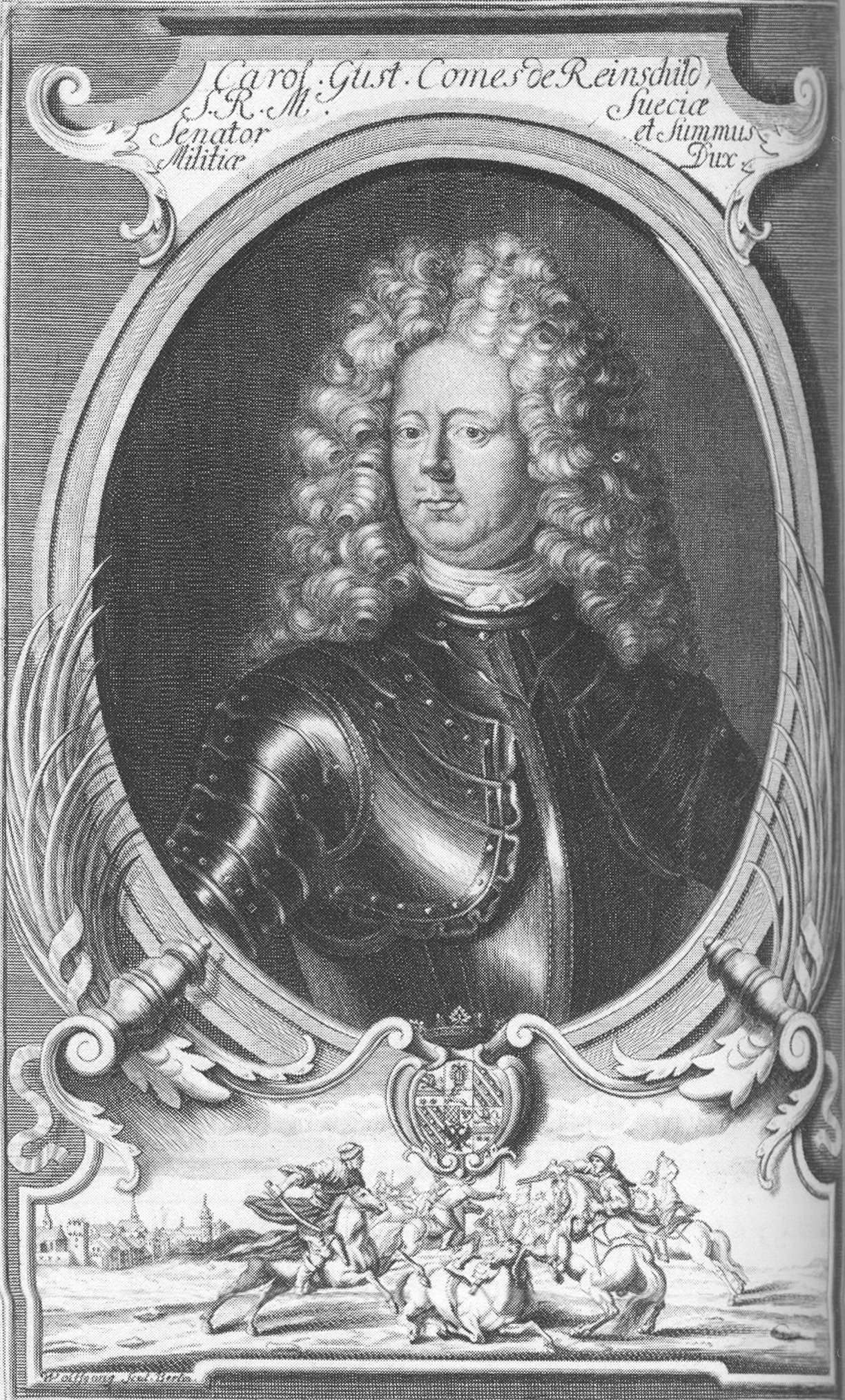
Carol. Gust. Comes de Reinschild (1651–1722)

Gerdt Anton Rehnskiöld (1610–1658), ursprünglich Kewenbringk, wurde Kriegskämmerer der schwedischen Armeen, die im Dreißigjährigen Krieg in Deutschland kämpften, und später Kammerpräsident der Finanzverwaltung für Schwedisch-Pommern und (ab 1653) Kurator der Universität Greifswald. 1639 wurde er mit dem Namen Rehnskiöld in den schwedischen Adelstand erhoben, wobei der ältere deutsche Adelsstand, mittlerweile verloren, anerkannt wurde. 1648 wurde er zum Dank für seine Leistungen im Krieg von der schwedischen Königin Christina mit den Gütern Griebenow, Willershusen und Hohenwarth in Pommern sowie Stensätra in Södermanland belehnt. 1702 trat sein Sohn, der Feldmarschall Carl Gustaf Rehnskiöld (1651–1722), in die Besitzfolge zu Griebenow ein. Nachdem dieser ohne Leibeserben verstorben war, kam Griebenow an die Linie Keffenbrinck.
Dem preußischen Regierungspräsidenten Julius Friedrich von Keffenbrink (1714–1775) und seinem Bruder Martin Heinrich von Keffenbrink auf Plestlin wurde 1744 ihr alter Adelsstand anerkannt und die Erlaubnis erteilt, das Stammwappen ihres Geschlechts zu führen. Das Haus Plestlin konnte sich auch nach Mecklenburg ausbreiten wo das Gut Lüsewitz bei Rostock zum Familienbesitz gehörte.
Ehrenfried von Keffenbrink (1786–1875) wurde 1847 mit dem Namen Keffenbrink-Griebenow in den preußischen Grafenstand gehoben. Der Grafentitel war an den Besitz des Fideikommiss Griebenow, welcher auch die Güter Willershusen und Kreutzmannshagen und Richte einschloss, gebunden. Er hatte sich 1817 mit Freiin Jeanette Schoultz von Ascheraden a.d.H. Nehringen (1795–1855) vermählt. In Folge dieser Heirat kamen die Güter Nehringen, Bauersdorf, Dorow, Camper und Rodde an die Familie. Der preußische Rittmeister Wilhelm von Keffenbrink (1823–1896), vermählt mit Gräfin Auguste von Kielmannsegge (1835–1889), der Gründerin des Hansen House in Jerusalem, wurde 1860 vom Prinzregent Wilhelm I. via Kabinettsorder mit dem Namen Keffenbrink-Ascheraden in den preußischen Freiherrnstand gehoben. Der Freiherrentitel war an den Besitz an die oben genannten Ascheradenschen Erbgüter gebunden. In Bauersdorf wurde ein neues Herrenhaus als Wohnsitz errichtet und der Ort in Keffenbrink umbenannt.
Mit dem Tode von Graf Siegfried von Keffenbrink-Griebenow 1920 fand das Geschlecht seinen Ausgang. Die Freiherren von Langen-Keffenbrinck traten als Erben in die Besitznachfolge des Fideikommiss Griebenow ein.
Eine Namensfusion bildete sich auch durch die Eheschließung der Karoline von Keffenbrinck mit dem Rittmeister Arthur Freiherr von Langen auf Groß Lüdershagen. Deren Sohn Friedrich Ernst Freiherr von Langen-Keffenbrinck (1860–1935) fügte die Nachnamen zusammen, seit 1922 juristisch bestätigt, güterlicher Hauptsitz wurde hier zunächst Parow. Dr. jur. Freiherr von Langen-Keffenbrinck übernahm nach dem Abitur auf der Ritterakademie Brandenburg und dem Studium Gut Griebenow, wurde Chef der Hauslinie Alt Plestin und später Mitglied des Deutschen Reichstags. Friedrich Ernst von Langen-Keffenbrinck fand seine letzte Ruhestätte neben der Schlosskapelle Griebenow, die Grabplatte ist erhalten. Nördlich davon befindet sich eine größere Erbbegräbnisstätte derer von Keffenbrinck und einiger Anverwandter.
Der Fideikommiss Nehringen-Keffenbrink ging nach dem kinderlosen Tod des Freiherrn Wilhelm von Keffenbrink an die Familie von Pachelbel-Gehag über, Nachfahren des Heinrich Christian Friedrich von Pachelbel-Gehag; die Familie hat das Gut Nehringen nach 1990 zurückerworben.

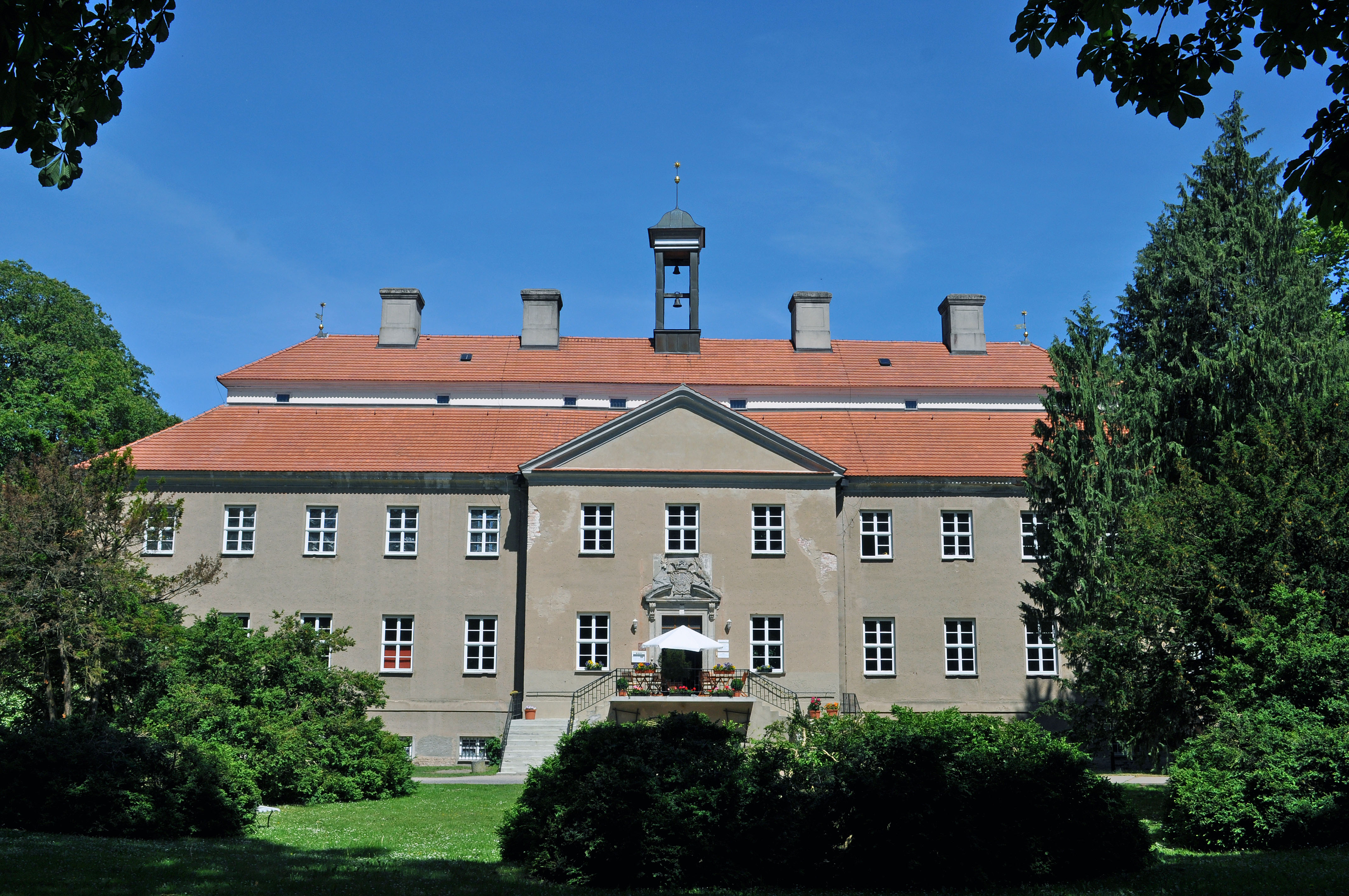
Schloss Griebenow (2011)
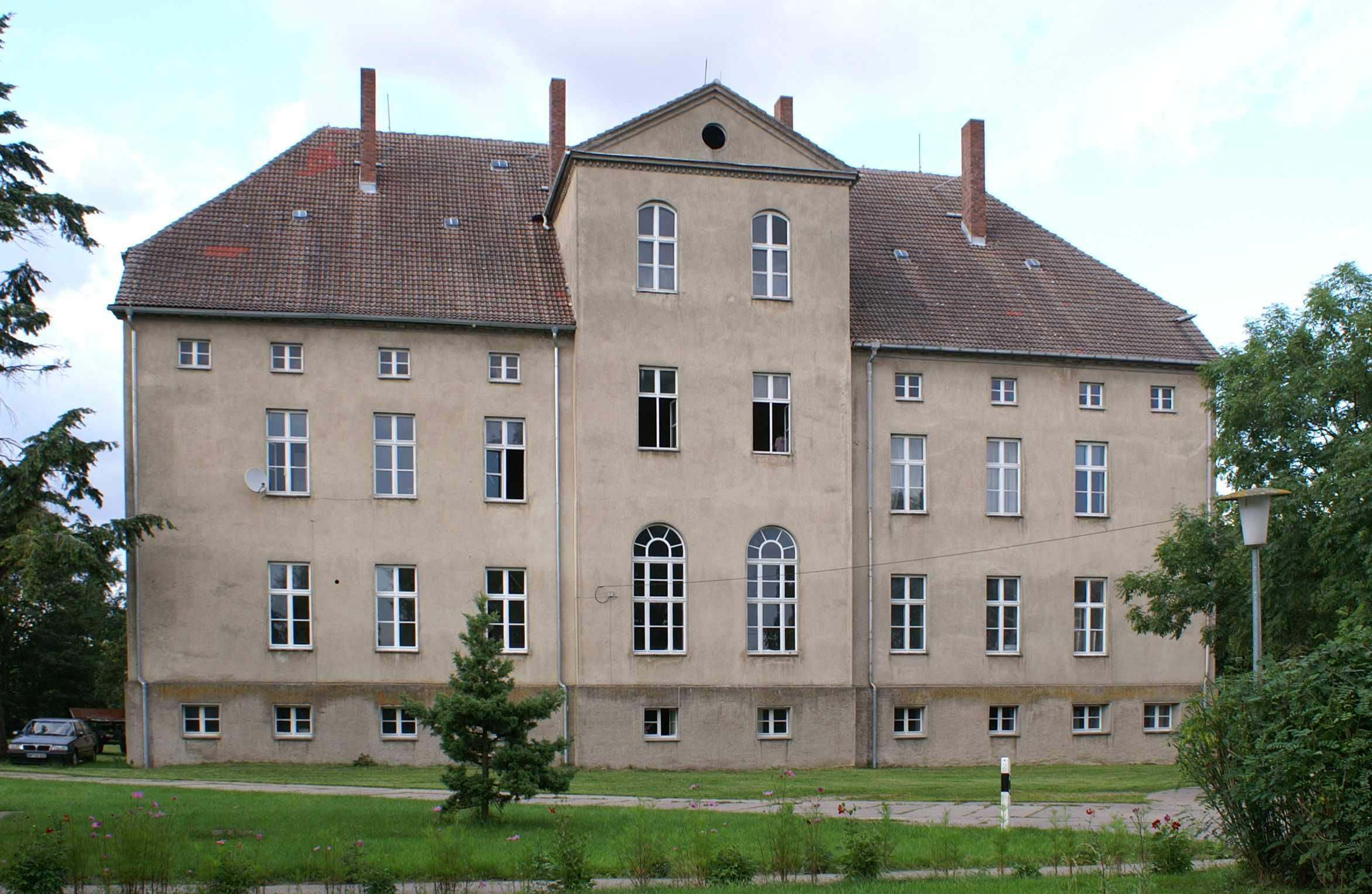
Herrenhaus Alt Plestlin (2007)
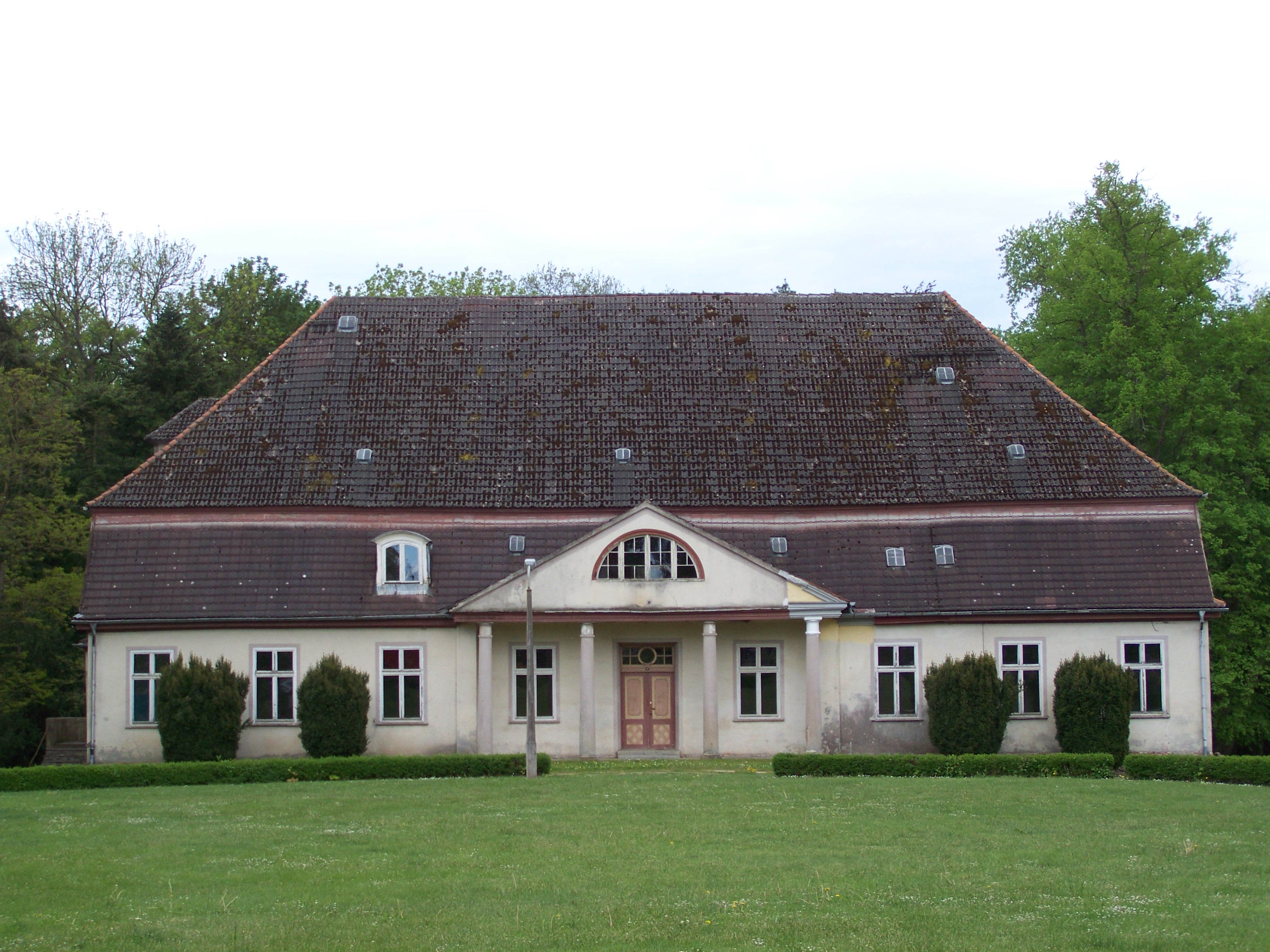
Gutshaus Nehringen (2009)

## Angehörige
- Carl Gustaf Rehnskiöld (1651–1722), schwedischer Feldmarschall
- Gerdt Anton Rehnskiöld (1610–1658), schwedischer Regierungs- und Finanzbeamter
- Julius Friedrich von Keffenbrink (1714–1775), preußischer Regierungspräsident
- Carl Wilhelm von Keffenbrinck (1735–1794), preußischer Hofgerichtsrat[8]
- Karl Gustav von Keffenbrink (1791–1809), preußischer Leutnant, gehörte zu den 11 Schill’schen Offizieren, die in Wesel erschossen wurden
- Ernst von Keffenbrinck-Griebenow (1824–1900), preußischer Landrat des Kreises Grimmen, Kammerherr[9]
- Siegfried Friedrich von Keffenbrinck (1873–1920), Fideikommissherr auf Griebenow nebst den Gütern Creutzmannshagen und Willershusen[10]

## Wappen
Das Stammwappen zeigt in Silber auf grünem Boden einen springenden roten Hirsch. Auf dem Helm mit silber-rotem Helmwulst und silber-roten Decken ein rotes Hirschgeweih.

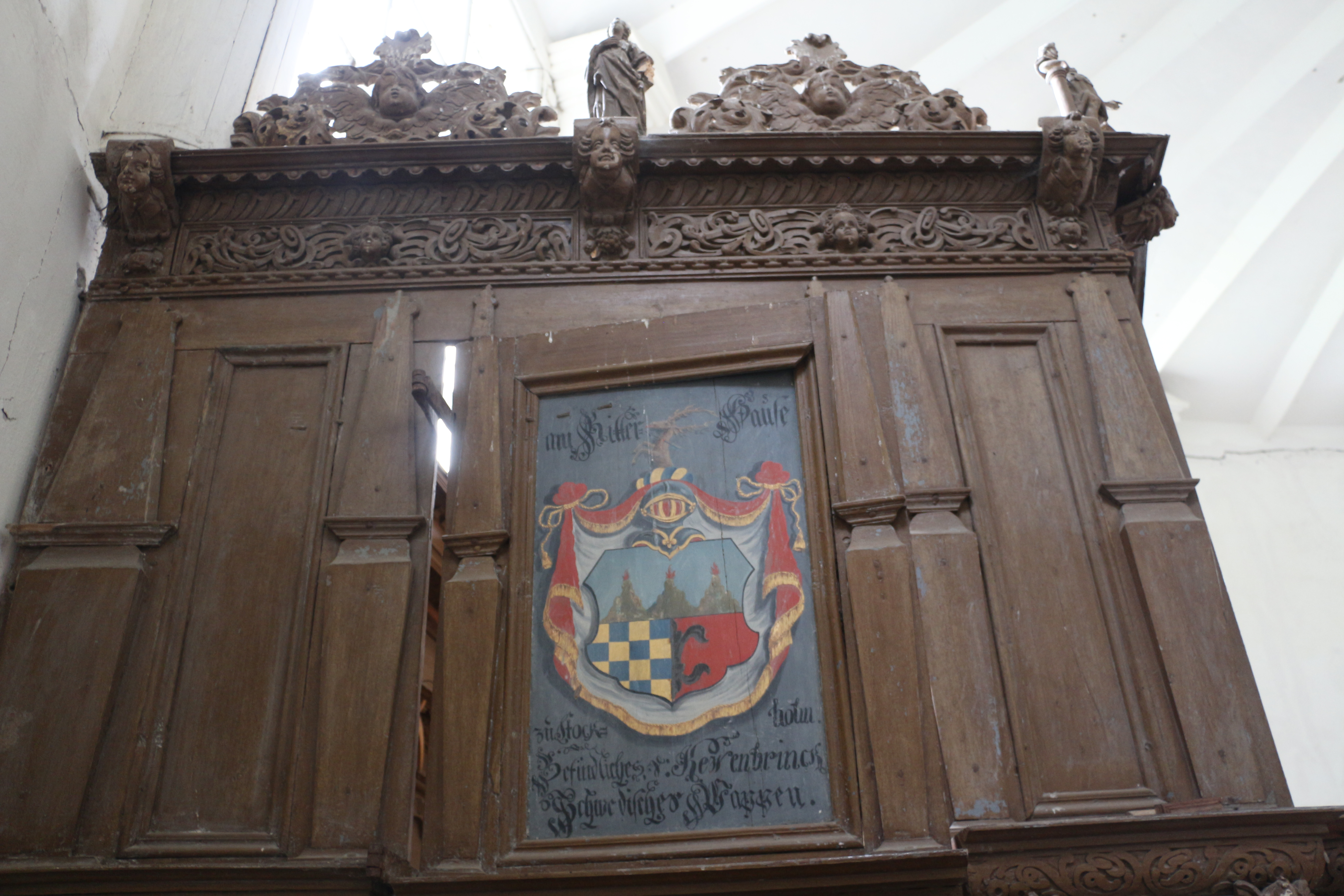
Schwedisches Wappen in der Schlosskapelle Griebenow

Das schwedische Wappen (1650) zeigt in einem quer geteilten Schild oben in Blau drei grüne, neben einander stehende, feuerspeiende Berge; unten der Länge nach geteilt: rechts von Gold und Blau in fünf Reihen, jede zu vier Feldern, geschacht, links in Rot eine an der Teilungslinie angeschlossene, halbe, silberne Lilie. Aus dem mit einem von Gold und Blau gewundenen Wulst bedeckten Helme springt nach rechts ein Hirsch mit achtendigem Geweih aus, welcher schrägrechts mit einem Pfeil durch den Hals geschossen ist. Schild und Helm umgibt ein Wappenmantel, rechts rot und silbern, links blau und gold.